# モハメド・ナシード
モハメド・ナシード（ディベヒ語: މުޙައްމަދު ނަޝީދު、英: Mohamed Nasheed、1967年5月17日 - ）は、モルディブの政治家。
モルディブ民主党の創設者であり、長期独裁政権を築いたマウムーン・アブドル・ガユームに2008年の大統領選挙で勝利した。モルディブで初めて民主的に選出された大統領である（第二共和政第3代：2008-2012年）。国内ではアンニ (Anni) と呼ばれる。

## 経歴
首都マレの生まれ。1982年にスリランカのコロンボ国際学校中等科を、1984年にイギリスのドートシーズ高等学校を、1989年にイギリスのリヴァプール・ジョン・ムーア大学をそれぞれ卒業。同大学から海洋学の学士号を取得した。
ジャーナリストとしてモルディブの民主主義と人権の旗手となり、数度投獄や自宅軟禁に処された。そのなかで2000年にマレの区議会議員に就任。2003年11月にはスリランカとイギリスに亡命したが、2005年4月に帰国した。同年にモルディブ民主党が合法化されると、代表に就任した。
2008年10月28日の大統領選挙には民主党から立候補した。投票率87%のうち、ナシード54%、ガユーム46%でナシードが勝利し、11月11日に宣誓を行った。就任後、2009年10月17日にはギリフシ島の海底6mの地点で世界初の海中閣議を開き、水没の危機に瀕する島嶼国の救済を求める決議を採択した。2010年4月に韓国のソウルで開かれた第4回世界経済界環境会議では、地球温暖化に対する取り組みを認められ地球環境大賞を受賞した。
2012年1月に刑事裁判所判事のアブドラ・モハメドが職権乱用などを行ったとして逮捕を命じたことにより野党が大統領辞任を要求。反政府デモが勃発し、これに警察当局が参加したことを受け国内は混乱極まり、2月7日に大統領辞任を表明。副大統領のモハメド・ワヒード・ハサンが大統領に昇格した。2月8日には「兵士たちから銃を突きつけられ、辞任を迫られた」と述べ、クーデターであったことを示唆。2月9日に逮捕状が出されたものの、執行はされていない。
2013年の大統領選挙に再び立候補。同年9月に行われた投票では、トップとなるものの最高裁判所に選挙結果を無効と判断された。続いて10月に行われる予定であった、やり直しの選挙も警察の介入で延期。選挙は11月9日に行われ、ふたたびトップになるものの当選に必要な過半数は得られなかった。11月16日に執行された決選投票では得票率48.6%にとどまり、51.3%を獲得したアブドゥラ・ヤミーンに敗れた。
2015年2月、大統領在任時に判事を不当逮捕させたとして、反テロ法違反の容疑で逮捕され、3月に懲役13年の有罪判決を受けた。弁護を引き受けたアマル・クルーニーは同年9月に即時釈放を要求、結果として翌年1月に治療目的として英国へ出国。その後同国に政治難民としての受け入れを申請し、同年5月に亡命を認められた。しかし2018年9月の大統領選挙でヤミーンが敗れると司法が正常化に向かい、10月30日には最高裁が2015年3月に確定していた懲役13年の刑の執行を留保したことで11月1日に帰国が実現した。2019年5月に国民議会議長に就任し、2023年11月まで在任した。
2021年5月6日夜、首都マレの自宅を出て車に乗り込もうとしたところ、自宅近くに仕掛けられていた即席爆発装置 (IED) が起爆、重傷を負った。複数回にわたる緊急手術を経て、ドイツの集中治療室 (ICU) で治療を受けた。モルディブ当局は宗教的な過激派による犯行とみて、3人の容疑者を逮捕した。
2022年6月、翌年の大統領選挙に向けたモルディブ民主党の予備選挙に立候補したが、大統領のイブラヒム・モハメド・ソリに敗北した。2023年6月、モルディブ民主党を離党して、同党の反主流派が結成した新党「民主党」に合流した。

## 業績
ナシーブはモルディブを世界初のカーボンニュートラルの国家にする目標を立て、数々の政策を進めた。経済とインフラストラクチャーの開発、再生可能エネルギーの導入などがある。就任後すぐに政治犯を釈放し、拷問が行われていた施設を破壊した。

### エネルギー政策
前任のガユームは海底油田の採掘計画を進めていたが、ナシードはこの計画を中止した。この政策転換はモルディブからのメッセージとして世界に伝わる効果を果たした。化石燃料は気候や海面上昇に影響するため、石油への依存を脱するために脱炭素エネルギーに取り組んだ。就任当時、国際的には気温上昇を2度未満に抑えることが求められていたが、ナシードはモルディブにとってはそれでは不足であり、最も被害を受けやすい人々を助けることを主張した。

### 国土保全
ジオエンジニアリングによる人工の海岸や島の建設計画、島を波や風から守るためのサンゴ礁の回復やマングローブの植樹、外国の土地を購入してモルディブ国民を移転させる計画などを検討した。無人島だったドゥヴァーファル島では、高潮や津波に耐えられるデザイナー・アイランドの計画が行われ、高床式の住宅を建設した。

### 広報
大統領就任時、すでにモルディブは地球温暖化による海面上昇が問題とされていた。ナシードは世界の注目を集めるためのパフォーマンスも行った。2009年のギリフシ島の海中閣議では、スーツの上にスキューバダイビングを着た閣僚が出席し、その様子をテレビ中継した。